# Schwenningen (Bawaria)
Schwenningen – miejscowość i gmina w Niemczech, w kraju związkowym Bawaria, w rejencji Szwabia, w regionie Augsburg, w powiecie Dillingen an der Donau, wchodzi w skład wspólnoty administracyjnej Höchstädt an der Donau. Leży na obrzeżach Jury Szwabskiej, około 10 km na północny wschód od Dillingen an der Donau, nad Dunajem, przy drodze B16 i linii kolejowej Ulm – Donauwörth.

## Dzielnice
W skład gminy wchodzą następujące dzielnice:
- Gremheim
- Schwenningen

## Demografia
| Rok  | Liczba mieszk. |
| ---- | -------------- |
| 1970 | 1 397          |
| 1987 | 1 343          |
| 2000 | 1 465          |

## Polityka
Wójtem gminy jest Reinhold Schilling, rada gminy składa się z 12 osób.
|      | CSU | BB/JB | FDP/FW | FW Gremheim | Razem |
| 2008 | 4   | 7     | -      | 1           | 12    |
| 2002 | 4   | 5     | 3      | -           | 12    |